# Nord (departement)
Nord (česky Sever) je departement na severu Francie. Jedná se o nejlidnatější departement v zemi, jeho správním střediskem je Lille.

## Historie
Dnešní Nord se skládá z částí bývalých hrabství Flandry a Hainaut. Území dříve patřilo ke Španělskému Nizozemí, ale v 17. století bylo nakonec připojeno k Francii.
Během 4. a 5. století si Římané často najímali germánské kmeny pro vojenské služby na cestě Boulogne – Cologne, což v oblasti vytvořilo románsko-germánskou jazykovou hranici, jež vydržela až do 8. století. Saské osídlení oblasti však onu hranici posunulo na jih, tudíž většina obyvatelstva kolem Lille hovořila dialektem nizozemštiny. Od 9. století se hranice začala posouvat zpět na severovýchod, což ještě podpořilo vládní ustanovení Francie, označující francouzštinu v regionu za úřední jazyk. V dnešní době zde žije asi 20 000 mluvčích západní vlámštiny, zejména v arrondisementu Dunkerque, ale dialekt v oblasti pomalu vymírá.
Nord je jeden z 83 původních departementů, vytvořených během francouzské revoluce roku 1790.

## Geografie
Nord je součást regionu Hauts-de-France a je obklopen departementy Pas-de-Calais a Aisne, Belgií a Severním mořem.
Departement je situován na severovýchodě země podél západní hranice Belgie a je neobvykle dlouhý a úzký. Jeho hlavním městem je Lille, které společně s městy Roubaix, Tourcoing a Villeneuve d'Ascq tvoří významnou průmyslovou oblast a aglomeraci o více než milionu obyvatel (4. největší ve Francii). Další větší města jsou Valenciennes, Douai, a Dunkerque. Mezi významné řeky departementu patří Yser, Lys, Escaut, Scarpe a Sambre.
| Arrondissement    | Počet obyvatel (1999) | Rozloha (km²) | Hustota zalidnění | Počet kantonů | Počet obcí |
| ----------------- | --------------------- | ------------- | ----------------- | ------------- | ---------- |
| Avesnes-sur-Helpe | 238 466               | 1408          | 169               | 12            | 154        |
| Cambrai           | 158 845               | 902           | 176               | 7             | 117        |
| Douai             | 246 987               | 477           | 518               | 7             | 67         |
| Dunkerque         | 379 702               | 1443          | 263               | 16            | 119        |
| Lille             | 1 182 026             | 879           | 1344              | 28            | 126        |
| Valenciennes      | 348 994               | 635           | 550               | 9             | 85         |

## Ekonomika
Jakožto symbol francouzské industrializace v 19. století oblast výrazně utrpěla během první světové války a dnes čelí dalším ekonomickým, sociálním a ekologickým problémům, spojených s úpadkem těžby uhlí a textilního průmyslu.

## Obyvatelstvo
Nord je jednoznačně nejhustěji obydlený departement Francie s 2 576 260 obyvateli na ploše 5743 km².